# Народный артист Вьетнама
Народный артист Вьетнама — высшее почётное звание, которое Социалистическая Республика Вьетнам присуждает деятелям искусства Звание народного артиста было учреждено подобно аналогичным званиям в Советском Союзе и Восточной Европе. С 1984 года по 2024 год это звание получили 577 человек.

## Награждаемые
- Актёры традиционного народного театра, оперы, драматического театра, мюзиклов, пантомимы, кино и телевидения, артисты цирка и театра кукол, певцы, музыканты, чтецы, выступающие непосредственно перед публикой или по радио и телевидению.
- Режиссеры театра и кино, режиссеры традиционного народного театра, мюзиклов, пантомимы, хореографы и художественные руководители, режиссеры телевидения, звукорежиссеры (кино и телевидение).
- Операторы художественных, документальных, научных, телевизионных и анимационных фильмов.
- Художники по костюмам, художники театра и кино, цирка и танцевальных постановок, мастера-кукольники, мультипликаторы.
- Дирижёры оркестров и хоров.
- Дикторы радио и телевидения.

## Требования к награждаемым
- Награждаемый должен быть лояльным по отношению к вьетнамскому Отечеству, обладать высокими нравственными качествами и художественными талантами, иметь дух служения народу, признание коллег и народа.
- Награждаемый должен иметь художественный стаж не менее 20 лет (для циркового искусства не менее 15 лет), иметь звание «Заслуженный артист» 5 и более лет, с момента присвоения звания заслуженного артиста быть удостоенным по меньшей мере двух золотых или серебряных призов национальных, региональных или международных фестивалей, государственных художественных и литературных обществ.
- Приз засчитывается участнику художественного коллектива, если его роль в коллективе признана имеющей ключевое влияние на получение приза[1].

## Награды
- Нагрудный знак народного артиста
- Удостоверение, выданное Президентом Социалистической Республики Вьетнам.
- Поощрения, установленные Правительством.

## Нагрудный знак народного артиста
Знак народного артиста представляет собой стилизованную восьмиконечную звезду, в центре которой — стилизованные маска и лотос, выше них слова «Народный артист», ниже — лента со словом «Вьетнам», все надписи красного цвета. Диаметр знака 35 мм, выполнен из меди, с покрытием из золотого сплава толщиной 3 микрона. Колодочка размером 28×14 красного цвета, с жёлтой границей, также из меди с золотым покрытием.

## Лишение звания
Артист лишается звания при осуждении к лишению свободы. Согласно этому правилу звания народного артиста был лишён драматург Мань Линь.

## Награждения
До настоящего времени было проведено 10 сессий присуждения званий, первая — в 1984 году, десятая — в 2024:
- сессия 1 (1984) — 40 артистов,
- сессия 2 (1988) — 13 артистов,
- сессия 3 (1993) — 39 артистов,
- сессия 4 (1997) — 38 артистов,
- сессия 5 (2001) — 22 артиста,
- сессия 6 (2007) — 39 артистов,
- сессия 7 (2011) — 74 артиста,
- сессия 8 (2015) — 102 артиста,
- сессия 9 (2019) — 84 артиста,
- сессия 10 (2024) — 125 артистов.